# Centris unifasciata
Centris unifasciata là một loài Hymenoptera trong họ Apidae. Loài này được Schrottky mô tả khoa học năm 1913.